# (5861) Glynjones
(5861) Glynjones es un asteroide perteneciente al cinturón de asteroides, región del sistema solar que se encuentra entre las órbitas de Marte y Júpiter, descubierto el 15 de septiembre de 1982 por Edward Bowell desde la Estación Anderson Mesa (condado de Coconino, cerca de Flagstaff, Arizona, Estados Unidos).

## Designación y nombre
Designado provisionalmente como 1982 RW. Fue nombrado Glynjones en homenaje a Kenneth Glyn Jones, historiador británico de astronomía, es el autor de Messier's Nebulae and Star Clusters. Fue uno de los fundadores de la Webb Society, una sociedad británica de cielo profundo fundada 1967, de la que ejerció como presidente hasta 1991. Actualmente forman parte de la Webb Society más de 440 miembros en más de veinte países en todo el mundo.

## Características orbitales
Glynjones está situado a una distancia media del Sol de 2,223 ua, pudiendo alejarse hasta 2,640 ua y acercarse hasta 1,806 ua. Su excentricidad es 0,187 y la inclinación orbital 2,118 grados. Emplea 1211,16 días en completar una órbita alrededor del Sol.

## Características físicas
La magnitud absoluta de Glynjones es 14,1. Tiene 3,92 km de diámetro y su albedo se estima en 0,289. 